# 須藤治
須藤 治（すどう おさむ、1966年〈昭和41年〉8月22日 - ）は、日本の経産官僚。

## 来歴
北海道札幌市出身。札幌市立北栄中学校、北海道札幌北高等学校を経て、1989年（平成元年）、東京大学経済学部を卒業。中学校、高校時代の同級生に島根県警察本部長などを務めた米村猛がいる。同年4月、通商産業省に入省。入省後、産業構造課や資源エネルギー庁公益事業部開発課などを経て、1994年（平成6年）、保安課長補佐に就任。1995年（平成7年）には小里貞利大臣特命室を併任し、阪神・淡路大震災の対応にあたった。その後、宮城県気仙沼市助役、福井県産業労働部長等を務め、地方における産業振興に携わった。また、2011年（平成23年）には内閣府原子力被災者生活支援チーム参事官として福島第一原子力発電所事故の被災者支援や避難指示解除の方針等の立案に携わった。その後、商務情報政策局流通政策課長、製造産業局産業機械課長、内閣官房内閣参事官（内閣官房副長官補付）、製造産業局産業機械課ロボット産業室長、経済産業省大臣官房政策評価広報課長、経済産業省大臣官房会計課長、内閣府原子力被災者生活支援チーム審議官などを歴任。
2018年（平成30年）8月、福島相双復興推進機構専務理事に就任。専務理事として福島県の復興に携わった。
2019年（令和元年）7月5日、経済産業省大臣官房福島復興推進グループ長兼地域経済産業審議官に就任。
2022年（令和4年）4月1日、内閣府福島原子力事故処理調整総括官を兼任。同年7月1日、経済産業省大臣官房福島復興推進グループ長の併任を解除。
2023年（令和5年）7月4日、中小企業庁長官兼経済産業政策局地域経済産業グループ長に就任。2024年（令和6年）7月1日、退任。退官後、大阪ガス顧問を経て、2025年（令和7年）4月1日、同社常務執行役員（カーボンニュートラル推進統括）兼資材部、東京支社、統括支配人担当に就任。